# Argentinië op de Paralympische Zomerspelen 2016
Argentinië nam in 2016 voor de vijftiende keer deel aan de Paralympische Zomerspelen. Er deden 82 Argentijnse atleten mee, die in totaal 5 medailles wonnen.

## Medaillewinnaars
| Discipline     | Paralympiër(s) | Onderdeel           | Medaille |
| -------------- | --- | ------------------- | -------- |
| Atletiek       | Yanina Andrea Martinez | 100 m T36 (v)       | Goud     |
|                | |                     |          |
| Atletiek       | Hernan Emanuel Urra | Kogelstoten F35 (m) | Zilver   |
|                | |                     |          |
| Atletiek       | Hernan Barreto | 100 m T35 (m)       | Brons    |
| Atletiek       | Hernan Barreto | 200 m T36 (m)       | Brons    |
| Blindenvoetbal | Frederico Arcadi Angel Ricardo Deldo Garcia Froilan Abdul Padilla David Peralta Lucas Rodriguez Silvio Mauricio Velo Nicolas Veliz Maximiliano Espinillo | Mannen              | Brons    |

## Deelnemers

### Atletiek
| Paralympiër                | Onderdeel            | Eindrang | Resultaten                                   |
| Mannen                     | Mannen               | Mannen   | Mannen                                       |
| -------------------------- | -------------------- | -------- | -------------------------------------------- |
| Diego Martin Gonzalez      | 100 m T35 (m)        | 7        | Serie 1: 3e in 13.38 s Finale: 7e in 13.45 s |
| Diego Martin Gonzalez      | 200 m T35 (m)        | 4        | Serie 1: 2e in 26.92 s Finale: 4e in 27.21 s |
| Hernan Barreto             | 100 m T35 (m)        | Brons    | Serie 2: 2e in 13.01 s Finale: 3e in 12.85 s |
| Hernan Barreto             | 200 m T35 (m)        | Brons    | Serie 2: 2e in 27.37 s Finale: 3e in 26.50 s |
| Nicolas Martin Aravena     | 100 m T35 (m)        | 6        | Serie 2: 4e in 13.53 s Finale: 6e in 13.45 s |
| Nicolas Martin Aravena     | 200 m T35 (m)        | 6        | Serie 2: 4e in 28.71 s Finale: 6e in 27.51 s |
| Mario Tataren              | 100 m T37 (m)        | 13       | Serie 1: 6e in 12.30 s                       |
| Mario Tataren              | Verspringen T37 (m)  | 7        | Finale: 7e met 5.74 m                        |
| Mariano Dominguez          | 1500 m T37 (m)       | 7        | Finale: 7e in 4:46.42                        |
| Sergio Paz                 | Discuswerpen F11 (m) | 6        | Finale: 6e met 33.99 m                       |
| Jonathan Andres Avellaneda | Hoogspringen T42 (m) | 9        | Finale: 9e met 1.71 m                        |
| Hernan Emanuel Urra        | Kogelstoten F35 (m)  | Zilver   | Finale: 2e met 14.91 m                       |
| Vrouwen                    |                      |          |                                              |
| Yanina Andrea Martinez     | 100 m T36 (v)        | Goud     | Serie 2: 1e in 14.50 s Finale: 1e in 14.46 s |
| Yanina Andrea Martinez     | 200 m T36 (v)        | 4        | Serie 1: 1e in 30.80 s Finale: 4e in 31.21 s |
| Aldana Isabel Ibanez       | 100 m T47 (v)        | 12       | Serie 2: 7e in 13.99 s                       |
| Florencia Belen Romero     | Discuswerpen F11 (v) | 7        | Finale: 7e met 25.69 m                       |
| Karina Erika Loyola        | Discuswerpen F41 (v) | 13       | Finale: 13e met 17.18 m                      |
| Karina Erika Loyola        | Kogelstoten F41 (v)  | 9        | Finale: 9e met 6.17 m                        |

### Bankdrukken
| Paralympiër        | Discipline | Eindrangschikking | Resultaten | Resultaten | Resultaten | Resultaten |
| Paralympiër        | Discipline | Eindrangschikking | Poging 1   | Poging 2   | Poging 3   | Hoogste    |
| ------------------ | ---------- | ----------------- | ---------- | ---------- | ---------- | ---------- |
| Jose David Coronel | -65 kg (m) | 9                 | 130.0 kg   | 138.0 kg   | 139.0 kg   | 130.0 kg   |

### Blindenvoetbal
| Paralympiërs | Discipline | Eindrangschikking |
| --- | ---------- | ----------------- |
| Frederico Arcadi Angel Ricardo Deldo Garcia Froilan Abdul Padilla David Peralta Lucas Rodriguez Silvio Mauricio Velo Nicolas Veliz Maximiliano Espinillo | Mannen     | Brons             |

#### Eindstand groep B
| Pos. | Land       | GW | W | G | V | DV | DT | +/− | Ptn. |
| ---- | ---------- | -- | - | - | - | -- | -- | --- | ---- |
| 1.   | Argentinië | 3  | 2 | 1 | 0 | 3  | 0  | +3  | 7    |
| 2.   | China      | 3  | 2 | 1 | 0 | 3  | 0  | +3  | 7    |
| 3.   | Spanje     | 3  | 1 | 0 | 2 | 1  | 2  | -1  | 3    |
| 4.   | Mexico     | 3  | 0 | 0 | 3 | 0  | 5  | -5  | 0    |

#### Resultaten
| Ronde          | Datum             | Land       | Score | Land         |
| -------------- | ----------------- | ---------- | ----- | ------------ |
| Groepsfase     | 9 september 2016  | Argentinië | 2-0   | Mexico       |
| Groepsfase     | 11 september 2016 | Argentinië | 1-0   | Spanje       |
| Groepsfase     | 13 september 2016 | China      | 0-0   | Argentinië   |
|                |                   |            |       |              |
| Halve finale   | 15 september 2016 | Argentinië | 0-0   | Iran*        |
| Bronzen finale | 17 september 2016 | China      | 0-0   | Argentinië** |

*Iran wint na strafschoppen
**Argentinië wint na strafschoppen

### Boccia

#### BC1- gemengd individueel

##### Eindstand groep D
| Pos. | Paralympiër             | GW | W | V | DV | DT | +/− |
| ---- | ----------------------- | -- | - | - | -- | -- | --- |
| 1.   | HKG Mei Yee Leung       | 3  | 2 | 1 | 13 | 6  | +7  |
| 2.   | GRE Panagiotis Soulanis | 3  | 2 | 1 | 12 | 14 | -2  |
| 3.   | ARG Mauricio Ibarbure   | 3  | 1 | 2 | 12 | 10 | +2  |
| 4.   | ESP Jose Manuel Prado   | 3  | 1 | 2 | 7  | 14 | -7  |

##### Resultaten
| Paralympiër             | Score | Paralympiër           |
| ----------------------- | ----- | --------------------- |
| HKG Mei Yee Leung       | 4-0   | ARG Mauricio Ibarbure |
| GRE Panagiotis Soulanis | 6-4   | ARG Mauricio Ibarbure |
| ARG Mauricio Ibarbure   | 8-0   | ESP Jose Manuel Prado |

#### BC2- gemengd individueel

##### Eindstand groep B
| Pos. | Paralympiër             | GW | W | V | DV | DT | +/− |
| ---- | ----------------------- | -- | - | - | -- | -- | --- |
| 1.   | KOR So Yeong Jeong      | 2  | 2 | 0 | 8  | 5  | +3  |
| 2.   | BRA Maciel Sousa Santos | 2  | 1 | 1 | 10 | 6  | +5  |
| 3.   | ARG Sebastian Gonzalez  | 2  | 0 | 2 | 4  | 11 | -7  |

##### Resultaten
| Paralympiër             | Score | Paralympiër            |
| ----------------------- | ----- | ---------------------- |
| BRA Maciel Sousa Santos | 7-2   | ARG Sebastian Gonzalez |
| KOR So Yeong Jeong      | 4-2   | ARG Sebastian Gonzalez |

#### BC1-2 - gemengd team
| Paralympiërs                                                       | Eindrangschikking |
| ------------------------------------------------------------------ | ----------------- |
| Mauricio Ibarbure Sebastian Gonzalez Maria Sohanero Luis Cristaldo | 4                 |

##### Eindstand groep D
| Pos. | Land       | GW | W | V | DV | DT | +/− |
| ---- | ---------- | -- | - | - | -- | -- | --- |
| 1.   | Argentinië | 2  | 2 | 0 | 12 | 5  | +7  |
| 2.   | Portugal   | 2  | 1 | 1 | 13 | 8  | +5  |
| 3.   | Slowakije  | 2  | 0 | 2 | 5  | 17 | -12 |

##### Resultaten
| Ronde          | Datum             | Land       | Score | Land       |
| -------------- | ----------------- | ---------- | ----- | ---------- |
| Groepsfase     | 10 september 2016 | Slowakije  | 4-5   | Argentinië |
| Groepsfase     | 10 september 2016 | Portugal   | 1-7   | Argentinië |
|                |                   |            |       |            |
| Kwartfinale    | 11 september 2016 | Argentinië | 6-4   | Hongkong   |
| Halve finale   | 11 september 2016 | Thailand   | 14-1  | Argentinië |
| Bronzen finale | 12 september 2016 | Argentinië | 2-6   | Portugal   |

### CP-Voetbal

#### Eindstand groep B
| Pos. | Land             | GW | W | G | V | DV | DT | +/− | Ptn. |
| ---- | ---------------- | -- | - | - | - | -- | -- | --- | ---- |
| 1.   | Iran             | 3  | 3 | 0 | 0 | 7  | 1  | +6  | 9    |
| 2.   | Nederland        | 3  | 1 | 1 | 1 | 4  | 4  | 0   | 4    |
| 3.   | Argentinië       | 3  | 1 | 0 | 2 | 4  | 7  | -3  | 3    |
| 4.   | Verenigde Staten | 3  | 0 | 1 | 1 | 4  | 7  | -3  | 1    |

#### Resultaten
| Ronde               | Datum             | Land             | Score | Land             |
| ------------------- | ----------------- | ---------------- | ----- | ---------------- |
| Groepsfase          | 8 september 2016  | Iran             | 3-1   | Argentinië       |
| Groepsfase          | 10 september 2016 | Argentinië       | 0-2   | Nederland        |
| Groepsfase          | 12 september 2016 | Argentinië       | 3-2   | Verenigde Staten |
|                     |                   |                  |       |                  |
| Play-off plaats 5/6 | 14 september 2016 | Groot-Brittannië | 2-0   | Argentinië       |

### Judo
| Paralympiër                 | Discipline | Eindranschikking    | Resultaten (dikgedrukte score is van Argentijnse judoka) |
| Mannen                      | Mannen     | Mannen              | Mannen |
| --------------------------- | ---------- | ------------------- | --- |
| Eduardo Gauto Gallegos      | -60 kg (m) | 1e herkansingsronde | 1/8 finale: V van AZE Ramin Ibrahimov met 1120-0000 Herkansing 1: V van KAZ Anuar Sariyev met 1010-0000                                                                                              |
| Rodolfo Fabian Ramirez      | -73 kg (m) | 1/8 finale          | 1/8 finale: V van CUB Gerardo Rodriguez Reyes met 1000-0000 |
| Jose David Effron           | -81 kg (m) | 7                   | 1/8 finale: W van BRA Harlley Damiao Pereira Arruda met 0000-1000 Kwartfinale: V van MEX Eduardo Adrian Avila Sanchez met 1010-0000 Herkansing halve finale: V van AZE Rovshan Safarov met 1000-0000 |
| Jorge Daniel Lencina        | -90 kg (m) | 7                   | 1/8 finale: W van CAN Tony Walby met 1000-0000 Kwartfinale: V van GEO Zviad Gogotchuri met 0000-1000 Herkansing halve finale: V van AZE Shukrat Boboev met 0000-0100                                 |
| Vrouwen                     |            |                     | |
| Paula Karina Gomez Martinez | -48 kg (v) | 7                   | Kwartfinale: V van TPE Kai Lin Lee met 1000-0000 Herkansing halve finale: V van JPN Shizuka Hangai met 0000-0000                                                                                     |

### Kanovaren
| Paralympiër | Discipline | Eindrangschikking | Resultaten                                                       |
| ----------- | ---------- | ----------------- | ---------------------------------------------------------------- |
| Lucas Diaz  | KL1 (m)    | 6                 | Heat 1: 4e in 0:55.585 SF: 3e in 0:55.613 Finale: 6e in 0:53.078 |

### Paardensport
| Paralympiër                 | Discipline                                 | Eindranschikking | Resultaten      |
| --------------------------- | ------------------------------------------ | ---------------- | --------------- |
| Patricio Guglialmelli Lynch | Individueel verplichte kür - graad III (o) | 15               | 15e met 62.512% |

### Roeien
| Paralympiër   | Discipline | Eindrangschikking | Resultaten                                                                       |
| ------------- | ---------- | ----------------- | -------------------------------------------------------------------------------- |
| Mariana Gallo | ASW1x (v)  | 12                | Serie 2: 6e in 7:31.44 Herkansing serie 2: 5e in 7:06.84 B-finale: 6e in 7:13.36 |

### Rolstoelbasketbal
| Paralympiërs | Discipline | Eindrangschikking |
| --- | ---------- | ----------------- |
| Maria Castaldi Amelia Cabrera Maria Chirinos Vanesa Salcedo Maria Coronel Silvia Linari Mariana Capdeville Julieta Olmedo Maria Pallares Mariana Perez Adriana Motura Florenica Gonzalez | Vrouwen    | 9                 |

#### Eindstand groep B
| Pos. | Land             | GW | W | V | DV  | DT  | +/−  | Ptn. |
| ---- | ---------------- | -- | - | - | --- | --- | ---- | ---- |
| 1.   | Verenigde Staten | 4  | 4 | 0 | 288 | 138 | +150 | 8    |
| 2.   | Nederland        | 4  | 3 | 1 | 300 | 148 | +152 | 7    |
| 3.   | China            | 4  | 2 | 2 | 212 | 187 | +25  | 6    |
| 4.   | Frankrijk        | 4  | 1 | 3 | 178 | 266 | -88  | 5    |
| 5.   | Argentinië       | 4  | 0 | 4 | 93  | 332 | -239 | 4    |

#### Resultaten
| Ronde                     | Datum             | Land       | Score | Land             |
| ------------------------- | ----------------- | ---------- | ----- | ---------------- |
| Groepsfase                | 8 september 2016  | Brazilië   | 85-19 | Argentinië       |
| Groepsfase                | 9 september 2016  | Argentinië | 20-79 | Groot-Brittannië |
| Groepsfase                | 10 september 2016 | Canada     | 73-28 | Argentinië       |
| Groepsfase                | 12 september 2016 | Argentinië | 20-59 | Duitsland        |
|                           |                   |            |       |                  |
| Play-off voor plaats 9/10 | 13 september 2016 | Algerije   | 38-53 | Argentinië       |

### Rolstoeltennis
| Paralympiër                        | Discipline       | Eindrangschikking | Resultaten |
| ---------------------------------- | ---------------- | ----------------- | --- |
| Augustin Ledesma                   | Mannenenkelspel  | 33                | Eerste ronde: V van POL Tadeusz Kruszelnicki met 0-2 (2-6, 2-6) |
| Ezequil Casco                      | Mannenenkelspel  | 33                | Eerste ronde: V van USA Jon Rydberg met 1-2 (6-3, 3-6, 6-7) |
| Gustavo Fernández                  | Mannenenkelspel  | 5                 | Eerste ronde: bye Tweede ronde: W van ESP Martín de la Puente met 2-0 (6-2, 6-4) Derde ronde: W van AUS Adam Kellerman met 2-0 (6-1, 6-2) Kwartfinale: V van GBR Gordon Reid met 1-2 (6-2, 6-7, 1-6) |
| Augustin Ledesma Gustavo Fernández | Mannendubbelspel | 5                 | Eerste ronde: bye Tweede ronde: W van RSA Evans Maripa/Leon Els met 2-0 (7-5, 6-2) Kwartfinale: V van FRA Stephane Houdet/Nicolas Peifer met 0-2 (1-6, 2-6)                                          |

### Tafeltennis
| Paralympiër        | Discipline       | Eindrangschikking | Resulaten |
| ------------------ | ---------------- | ----------------- | --- |
| Fernando Eberhardt | Enkelspel C1 (m) | 9                 | Groep B: 3 - L van FRA Jean-Francois Ducay met 3-0 - L van KOR Kiwon Nam met 3-0                                                     |
| Gabriel Copola     | Enkelspel C3 (m) | 9                 | Groep G: 1 - W van KOR Jeong Seok Kim met 3-0 - W van BRA David Andrade de Freitas met 3-0 1/8 finale: V van BRA Welder Knaf met 3-1 |
| Mauro Depergola    | Enkelspel C5 (m) | 11                | Groep C: 3 - L van TPE Ming-Chih Cheng met 3-0 - L van SRB Mitar Palikuca met 3-0                                                    |
| Giselle Munoz      | Enkelspel C7 (v) | 5                 | Groep A: 3 - L van NED Kelly van Zon met 3-1 - W van EGY Faiza Mahmoud met 3-0 - L van TUR Kubra Korkut met 3-0                      |

### Wielrennen
| Paralympiër            | Discipline                       | Eindrangschikking | Resultaten                    |
| Mannen                 | Mannen                           | Mannen            | Mannen                        |
| ---------------------- | -------------------------------- | ----------------- | ----------------------------- |
| Rodrigo Fernando Lopez | Wegrace C1-3                     | 30                | 30e in 2:15:19                |
| Rodrigo Fernando Lopez | Tijdrit C1                       | 8                 | 8e in 31:43.42                |
| Rodrigo Fernando Lopez | Individuele achtervolging 3km C1 | 8                 | Kwalificatie: 8e in 4:17.966  |
| Rodrigo Fernando Lopez | Tijdrit 1km C1-3                 | 16                | 16e in 1:14.798               |
| Raul Villalba          | Wegrace B                        | 15                | 15e in 2:44:55                |
| Raul Villalba          | Tijdrit B                        | 19                | 19e in 40:46.89               |
| Raul Villalba          | Individuele achtervolging 4km B  | 12                | Kwalificatie: 12e in 4:43.986 |
| Raul Villalba          | Tijdrit 1km B                    | 9                 | 9e in 1:06.863                |
| Vrouwen                |                                  |                   |                               |
| Mariela Analia Delgado | Wegrace C4-5                     | 4                 | 4e in 2:21:58                 |
| Mariela Analia Delgado | Tijdrit C5                       | 6                 | 6e in 29:59.78                |
| Mariela Analia Delgado | Individuele achtervolging 3km C5 | 7                 | Kwalificatie: 7e in 4:00.969  |
| Mariela Analia Delgado | Tijdrit 500m C4-5                | 11                | 11e in 0:40.222               |
| Cristina Liliana Otero | Wegrace T1-2                     | 7                 | 7e in 1:16:06                 |
| Cristina Liliana Otero | Tijdrit T1-2                     | 7                 | 7e in 35:20.52                |

### Zeilen
| Paralympiër    | Discipline      | Eindrangschikking | Resultaten         |
| -------------- | --------------- | ----------------- | ------------------ |
| Juan Fernandez | 1-persoons boot | 15                | 15e met 146 punten |

### Zwemmen
| Paralympiër          | Discipline               | Eindrangschikking | Resultaten                                   |
| -------------------- | ------------------------ | ----------------- | -------------------------------------------- |
| Guillermo Marro      | 100m rugslag S7 (m)      | 8                 | Serie 1: 4e in 1:17.78 Finale: 8e in 1:17.62 |
| Matias de Andrade    | 100m rugslag S7 (m)      | 7                 | Serie 2: 3e in 1:15.44 Finale: 7e in 1:16.43 |
| Pipo Carlomagno      | 100m rugslag S8 (m)      | 6                 | Serie 2: 2e in 1:07.70 Finale: 6e in 1:07.33 |
| Pipo Carlomagno      | 100m schoolslag SB7 (m)  | 9                 | Serie 2: 5e in 1:32.58                       |
| Sergio Zayas         | 100m rugslag S11 (m)     | 12                | Serie 1: 6e in 1:17.75                       |
| Sergio Zayas         | 400m vrije slag S11 (m)  | 7                 | Finale: 7e in 5:06.77                        |
| Elian Araya          | 100m rugslag S14 (m)     | 13                | Serie 1: 6e in 1:10.16                       |
| Elian Araya          | 100m schoolslag SB14 (m) | 8                 | Serie 2: 4e in 1:11.62 Finale: 8e in 1:11.60 |
| Elian Araya          | 200m wisselslag SM14 (m) | 18                | Serie 3: 7e in 2:26.97                       |
| Marco Pulleiro       | 100m vlinderslag S9 (m)  | 7                 | Serie 1: 3e in 1:04.25 Finale: 7e in 1:03.75 |
| Marco Pulleiro       | 200m wisselslag SM9 (m)  | 13                | Serie 1: 6e in 2:31.68                       |
| Facundo Jose Arregui | 100m vrije slag S7 (m)   | 15                | Serie 2: 8e in 1:11.74                       |
| Facundo Jose Arregui | 400m vrije slag S7 (m)   | 5                 | Serie 2: 3e in 4:59.35 Finale: 5e in 4:57.40 |
| Analuz Pellitero     | 100m rugslag S12 (v)     | 6                 | Finale: 6e in 1:21.73                        |
| Anabel Moro          | 100m rugslag S12 (v)     | 7                 | Finale: 7e in 1:22.79                        |
| Daniela Gimenez      | 100m schoolslag SB9 (v)  | 7                 | Serie 2: 4e in 1:20.99 Finale: 7e in 1:20.99 |
| Nadia Baez           | 100m schoolslag SB11 (v) | 5                 | Finale: 5e in 1:35.51                        |
| Daniela Gimenez      | 50m vrije slag S9 (v)    | 10                | Serie 1: 4e in 0:30.24                       |
| Nadia Baez           | 50m vrije slag S11 (v)   | 16                | Serie 2: 6e in 0:36.51                       |
| Analuz Pellitero     | 50m vrije slag S12 (v)   | 10                | Serie 1: 5e in 0:32.23                       |
| Anabel Moro          | 50m vrije slag S12 (v)   | 4                 | Serie 1: 4e in 0:30.49 Finale: 4e in 0:30.01 |
| Daniela Gimenez      | 200m wisselslag SM9 (v)  | 9                 | Serie 1: 3e in 2:40.30                       |

Afghanistan · 
Algerije · 
Amerikaanse Maagdeneilanden · 
Angola · 
Argentinië · 
Armenië · 
Aruba · 
Australië · 
Azerbeidzjan · 
Bahrein · 
Barbados · 
België · 
Benin · 
Bermuda · 
Bosnië en Herzegovina · 
Botswana · 
Brazilië · 
Brunei · 
Bulgarije · 
Burkina Faso · 
Burundi · 
Cambodja · 
Canada · 
Centraal-Afrikaanse Republiek · 
Chili · 
China · 
Chinees Taipei · 
Colombia · 
Comoren · 
Congo-Brazzaville · 
Congo-Kinshasa · 
Costa Rica · 
Cuba · 
Cyprus · 
Denemarken · 
Dominicaanse Republiek · 
Duitsland · 
Ecuador · 
Egypte · 
El Salvador · 
Estland · 
Ethiopië · 
Faeröer · 
Fiji · 
Filipijnen · 
Finland · 
Frankrijk · 
Gabon · 
Gambia · 
Georgië · 
Ghana · 
Griekenland · 
Groot-Brittannië · 
Guatemala · 
Guinee · 
Guinee‑Bissau · 
Haïti · 
Honduras · 
Hongarije · 
Hongkong · 
Ierland · 
IJsland · 
India · 
Indonesië · 
Irak · 
Iran · 
Israël · 
Italië · 
Ivoorkust · 
Jamaica · 
Japan · 
Jordanië · 
Kaapverdië · 
Kameroen · 
Kazachstan · 
Kenia · 
Kirgizië · 
Koeweit · 
Kroatië · 
Laos · 
Lesotho · 
Letland · 
Libanon · 
Liberia · 
Libië · 
Litouwen · 
Luxemburg · 
Macau · 
Macedonië · 
Madagaskar · 
Maleisië · 
Mali · 
Malta · 
Marokko · 
Mauritius · 
Mexico · 
Moldavië · 
Mongolië · 
Montenegro · 
Mozambique · 
Myanmar · 
Namibië · 
Nederland · 
Nepal · 
Nicaragua · 
Nieuw-Zeeland · 
Nigeria · 
Noord-Korea · 
Noorwegen · 
Oeganda · 
Oekraïne · 
Oezbekistan · 
Oman · 
Oostenrijk · 
Pakistan · 
Palestina · 
Panama · 
Papoea-Nieuw-Guinea · 
Peru · 
Polen · 
Portugal · 
Puerto Rico · 
Qatar · 
Roemenië · 
Rwanda · 
Saint Vincent en Grenadines · 
Samoa · 
Saoedi-Arabië · 
Sao Tomé en Principe · 
Senegal · 
Servië · 
Seychellen · 
Sierra Leone · 
Singapore · 
Slovenië · 
Slowakije · 
Somalië · 
Spanje · 
Sri Lanka · 
Syrië · 
Tadzjikistan · 
Tanzania · 
Thailand · 
Togo · 
Tonga · 
Trinidad en Tobago · 
Tsjechië · 
Tunesië · 
Turkije · 
Turkmenistan · 
Uruguay · 
Venezuela · 
Verenigde Arabische Emiraten · 
Verenigde Staten · 
Vietnam · 
Wit-Rusland · 
Zimbabwe · 
Zuid-Afrika · 
Zuid-Korea · 
Zweden · 
Zwitserland
Individuele Paralympische Atleten
Niet toegelaten: Rusland